# Jimmie Walker
James Carter Walker, detto Jimmie (New York, 25 giugno 1947), è un attore e comico statunitense.
È noto soprattutto per la sua partecipazione negli anni settanta alla serie tv Good Times, trasmessa dal 1974 al 1979 dalla CBS, dove interpretava il ruolo di J.J., il figlio maggiore della famiglia Evans.

## Biografia
Walker nacque nel quartiere Bronx di New York. Si diplomò alla Theodore Roosevelt High School. In seguito si avviò verso la professione di tecnico radiofonico per la stazione radio WRVR. Da ragazzo, Walker lavorò anche come venditore di hot dog allo Yankee Stadium, iniziando dalle World Series del 1964. All'epoca Mickey Mantle gli regalò un dollaro d'argento, che egli conserva ancora oggi. Nel 1967, Walker iniziò a lavorare a tempo pieno per la WRVR, stazione radio della Riverside Church.

## Carriera nello show business
Nel 1969, iniziò ad esibirsi sul palco come comico e venne notato dal direttore del cast della progettata serie Good Times, grazie alle sue apparizioni nel corso dei programmi Rowan & Martin's Laugh In e Jack Paar Show. Successivamente, raggiunta la fama grazie alla sua partecipazione a Good Times, avrebbe pubblicato il proprio album comico intitolato Dyn-o-mite (Buddah Records, num. di catalogo 5635).

### Good Times
All'epoca della prima stagione di Good Times, Walker aveva 26 anni, ma il suo personaggio era molto più giovane. John Amos, l'attore che interpretava il ruolo del padre di Walker nella sitcom, aveva infatti soltanto otto anni più di lui. Quando la serie chiuse i battenti nel 1979, Walker aveva 32 anni. Il personaggio dello squinternato J.J. riscosse enorme popolarità all'epoca, anche grazie al tormentone, ideato dal regista della serie John Rich, "Dy-no-mite!", che Walker ripeteva in ogni puntata. Sebbene originariamente la serie non fosse stata concepita come incentrata su di lui, ben presto Walker divenne il volto più riconoscibile di Good Times, e al suo personaggio venne dedicata anche una bambola parlante venduta nei negozi di giocattoli. Ciò creò malumore all'interno del cast, soprattutto da parte di John Amos e Esther Rolle, che non mancarono di esprimere pubblicamente il proprio disappunto. Sebbene non avesse nulla di personale contro Walker, la Rolle diede voce al suo malcontento circa lo spazio dato al personaggio di J.J., che riteneva diseducativo, nel corso di un'intervista concessa alla rivista Ebony nel 1975:
Anche Amos rilasciò dichiarazioni controverse in merito:

### Carriera successiva
Dopo la cancellazione di Good Times, Walker partecipò al The Tonight Show e al quiz televisivo Match Game a fine anni settanta ed inizio ottanta, e prese parte al film Agente 373 Police Connection. Fece anche diversi cameo in serie quali Love Boat, Fantasilandia, The Larry Sanders Show, Son of the Beach, The Drew Carey Show, The John Larroquette Show, In the House, Cagney & Lacey, The Fall Guy, Scrubs, Star Dates, Tutti odiano Chris, George Lopez, Chelsea Lately e Lincoln Heights. Inoltre Walker apparve nei film L'aereo più pazzo del mondo, Prigione modello, Guyver e nella parodia di Pulp Fiction, Plump Fiction. A parte le varie ospitate in tv, recitò nelle serie di breve durata At Ease nel 1983 e Bustin' Loose nel 1987, senza mai riuscire a riguadagnare il successo passato. Negli anni novanta, Walker ritornò alle sue radici lavorando come dj radiofonico conducendo programmi sulle emittenti WHIO, WOAI, WLS, e KKAR. Nel 2010, comparve nel film Big Money Rustlas. Nel 2012 è uscita la sua autobiografia intitolata Dyn-o-mite! Good Times, Bad Times, Our Times - A Memoir.

## Vita privata
Secondo quanto da lui stesso rivelato nel corso di una puntata del The Wendy Williams Show andata in onda il 27 giugno 2012, Jimmie Walker non si è mai sposato e non ha figli. Durante il talk show The O'Reilly Factor dell'undici luglio 2012 ha dichiarato di non aver votato per Barack Obama e che non l'avrebbe votato nemmeno alle elezioni del 2012. In un'intervista concessa alla CNN, Walker si è descritto politicamente come un "realista indipendente". Si dichiarò inoltre contrario ai matrimoni gay per ragioni di carattere morale, ma favorevole alla loro legalizzazione. Altre sue idee politiche includono posizioni conservatrici circa la pena di morte, il governo e il capitalismo. Tuttavia, Walker si è detto in favore dell'amnistia per i figli degli immigrati illegali e per l'istituzione di un programma sanitario nazionale gratuito per tutti.

## Filmografia parziale

### Cinema
- Let's Do It Again, regia di Sidney Poitier (1975)
- Airport '80 (The Concorde ... Airport '79), regia di David Lowell Rich (1979)
- L'aereo più pazzo del mondo (Airplane!), regia di Zucker-Abrahams-Zucker (1980)
- Guyver, regia di Screaming Mad George e Steve Wang (1991)
- Mamma, ho riperso l'aereo: mi sono smarrito a New York (Home Alone 2: Lost in New York), regia di Chris Columbus (1992)
- The Comedian, regia di Taylor Hackford (2016)

### Televisione
- Good Times – serie TV, 133 episodi (1974-1979)
- Love Boat (The Love Boat) – serie TV, 6 episodi (1977-1985)
- B.A.D. Cats – serie TV, episodio pilota (1980)
- Time Out – serie TV, episodio 3x03 (1980)
- F.B.I. oggi (Today's F.B.I.) – serie TV, episodio 1x16 (1982)
- Fantasilandia (Fantasy Island) – serie TV, episodio 6x06 (1982)
- New York New York (Cagney & Lacey) – serie TV, episodio 2x18 (1983)
- Signornò (At Ease) – serie TV, 14 episodi (1983)
- The Larry Sanders Show – serie TV, un episodio (1994)
- Blossom - Le avventure di una teenager (Blossom) – serie TV, episodio 4x20 (1994)
- Scrubs - Medici ai primi ferri (Scrubs) – serie TV, 2 episodi (2001-2002)
- Tutti odiano Chris (Everybody Hates Chris) – serie TV, 2 episodi (2006-2008)
- Minoriteam – serie animata, un episodio (2006) – voce
- Beautiful (The Bold and the Beautiful) – serie TV, 2 episodi (2023)

## Doppiatori italiani
Nelle versioni in italiano delle opere in cui ha recitato, Jimmy Walker è stato doppiato da:
- Giorgio Locuratolo in Good Times
- Rino Bolognesi in Love Boat
- Franco Agostini in Airport '80
- Carlo Valli in Scrubs - Medici ai primi ferri

## Discografia
- 1975: Dyn-o-mite (Buddah Records, num. di catalogo 5635)